# باربارا آلبرتی
باربارا آلبرتی (انگلیسی: Barbara Alberti؛ زادهٔ ۱۱ آوریل ۱۹۴۳) نویسنده، روزنامه‌نگار، فیلم‌نامه‌نویس اهل ایتالیا است.